# Bismutite
Ne doit pas être confondu avec Bismuthinite.
La bismutite est une espèce minérale formée de carbonate de bismuth, de formule idéale : Bi2(CO3)O2 avec des traces de différents éléments : Pb, Ca, Fe, H2O. Elle ne donne que de rares cristaux qui ne dépassent pas 5 mm.

## Inventeur et étymologie
Signalée dès 1805 par le minéralogiste allemand Meyer puis en 1817 par Abraham Gottlob Werner, c'est la description de  Johann August Friedrich Breithaupt en 1841 qui fait référence. Le mot fait référence au métal dominant ici le bismuth.

## Topotype
- Mine Arme Hulfe, Ullersreuth, Hirschberg, Vogtland, Saxe

## Cristallographie
- Paramètres de la maille conventionnelle : {\displaystyle a} = 3,865 Å, {\displaystyle b} = 3,862 Å , {\displaystyle c} = 13,675 2 Å; Z = 2 ; V = 204,12 Å3
- Densité calculée = 8,30 g cm−3

## Synonymie
- Agnésite (Brooke & Miller 1852 ) D'après la Mine de St Agnes Cornouailles, Angleterre[5].
- Bismuth carbonaté[6]
- Bismuthite
- Bismutosparite
- Bismutosphaerite
- Gregorite (Adam 1869) Initialement dédiée au minéralogiste Mac Gregor.
- Normannite (Weisbach 1877) [7]

## Variété
- Hydrobismutite : variété de bismutite de formule idéale BiO2(CO3)3-2 H2O décrite à Schorl, Transbaikalia, Russie par le minéralogiste russe Nenadkevich en 1917[8]

Synonymie : Basobismutite.

## Gîtologie
Elle est généralement formée par l'oxydation des produits du bismuth telle la bismuthinite et de bismuth natif présent dans des veines géologiques en présence de pegmatite.

### Minéraux associés
Bismuth natif, bismuthinite, tétradymite...